# Premiul „Neuschotz”
Premiul „Neuschotz” este un premiu bienal creat de Academia Română în ședința din 1 aprilie (SN) 1889 din veniturile realizate de pe urma donației filantropului ieșean Jacob de Neuschotz (1819-1888).

## Premiul „Neuschotz”
Prin testament bancherul Jacob de Neuschotz a donat Academiei Române în anul 1888 suma de 20.000 de lei pentru instituirea unui premiu care să recompenseze „opere bune și folositoare”, publicate sau doar în manuscris, din domeniul științific, istoric, literar sau economic și social. Suma inițiala trebuia să fie investită în acțiuni, premiile urmând a fi acordate din veniturile obținute de pe urma acestei investiții. În ședința Academiei din 20 martie/1 aprilie 1889 Dimitrie A. Sturdza-Miclăușanu propune ca valoarea premiului să fie stabilită la 1.500 de lei iar eventualele sume suplimentare să fie adăugate la capitalul inițial.
„Donez și leg suma de 20.000 lei (douăzeci mii lei) în bilete de bancă Academiei Române din București. Acest capital va face parte din fondurile Academiei. Veniturile lui vor fi prevăzute în bugetul anual al Academiei și se vor afecta pentru premii autorilor de opere ce după aprecierea Academiei se vor admite ca bune și folositoare. Acest legat se va plăti de mult iubita mea soție îndată după săvârșirea mea din viață.”—Gheorghe Samoilă, 2010

## Laureați ai Premiului „Neuschotz”
- 1903 - Theodor C. Aslan, Finanțele României dela Regulamentul Organic până astăzi 1831-1905, Edițiunea Academiei Române, Institutul de Arte Grafice „Carol Göbl” S-sor Ion St. Rasidescu, București, 1905[2]
- 1909 - Tudor Pamfile, Industria casnică la Români, trecutul și starea ei de astăzi, contribuțiuni de artă și tehnică populară, București, Tipografia „Cooperativa”, 1910[2]
- 1915 - Pantelimon Diaconescu, Cari industrii casnice țărănești ale Românilor s'ar putea încuraja și perfecționa, și prin ce mijloace?[3]
- 1921 - Constantin Sandu-Aldea, Călugărenii, Ed. Suru, București, 1920[2]
- 1927 - Elena Farago, Ziarul unui motan (proză pentru copii), Editura Cartea Românească, București, 1924[2]
- 1932 - Constantin Solomon, Biblia de la București, 1688. Contribuții noi istorico-literare, Tipografia „Cultura Grafică”, Tecuci, 1932[4]
- 1934 - Emil Țeposu și Val. Pușcariu, România balneară și turistică, Editura Cartea Românească, București, 1932[5]